# La Garriga (Tavèrnoles)
La Garriga és una masia de Tavèrnoles (Osona) inclosa a l'Inventari del Patrimoni Arquitectònic de Catalunya.

## Descripció
Masia de planta rectangular coberta a dues vessants i amb el carener paral·lel a la façana, situada a migdia. Està assentada al desnivell del terreny. La vessant Nord és molt més llarga i el ràfec està a un metre del terra. Hi ha dos petits portals i un pou cisterna de coll quadrat. A llevant sobresurt un cos cobert a dues vessants i sostingut per pilars que serveix d'herbera. La façana presenta un portal rectangular de pedra amb una gran llinda esculturada i una finestra al damunt, protegida per una reixa. A la planta hi ha dos portals més de construcció recent. Damunt el portal principal hi ha una finestra gòtica però amb l'ampit de totxo; una altra amb l'ampit motllurat i datada i una de més petita. Adossat a l'esquerra de la façana hi ha un cos cobert a una vessant. A ponent s'hi adossa un gran cobert i un porxo orientat a migdia. Davant del portal hi ha una lliça enllosada.
Cal destacar bonics murs de paret seca que envolten la casa i l'horta, parcialment destruïts.
Existeix un porxo adossat al mur sud del cos que sobresurt de la façana principal. S'eleva sobre la planta de 6mx5m, és cobert a dues vessants i mira vers migdia. La planta només té mur a migdia de manera que es pot passar per sota damunt d'un sòl enllosat de pedra que dona accés a la lliça. A nivell de primer pis, el teulat se sosté damunt uns pilars de pedra motllurats a la base i a la part superior. El terra és empostissat i hi ha una barana de ferro. És cobert amb bigues de roure, llates i teules; cal destacar el cavall que aguanta el carener que té forma triangular i els caps de biga motllurats que descanses sobre els pilars. És construït amb maçoneria, pedra ben treballada i teules i fusta de roure.
Existeix un cobert de planta rectangular (5mx7m), amb cobert a dues vessants amb el carener disposat en direcció N-S. Consta de nou pilars, els tres del mig que sostenen el carener són més alts. A sobre mateix de l'embigat hi ha les teules, amb rocs als angles per aguantar-les millor.
No hi ha murs, només unes cledes de protecció a la part de ponent. És construït amb maçoneria, teules i fusta.

## Història
Antiga masia que conserva documentació del segle xv, en aquella època el mas era habitat pels Garriga i al segle xvi, en el fogatge de 1553 hi ha registrat un tal Antoni Garriga. El cognom ha passat d'hereu a hereu i el nom encara avui perdura per bé que els seus descendents actualment viuen a Vic mantenen l'explotació agrícola del mas.
La casa ha sofert diverses transformacions com podem veure per la finestra gòtica, les dades constructives que pertanyen al segle xviii i una ampliació de l'any 1945.
Dades:
	AVE MARIA		SIN PECADO
	CONCE		BIDA
		1749
Finestra: 1782
La història del porxo va unida a la de la masia. Segons l'hereu actual aquest porxo, unit a una ampliació de la casa de l'any 1945, és anterior i fou construït per la seva besàvia.
L'antic cobert havia servit per guardar fusta i actualment s'usa per a guardar-hi vaques. La seva història, encara que sigui de construcció més recent, va unida a la de las masia.